# BMW 335

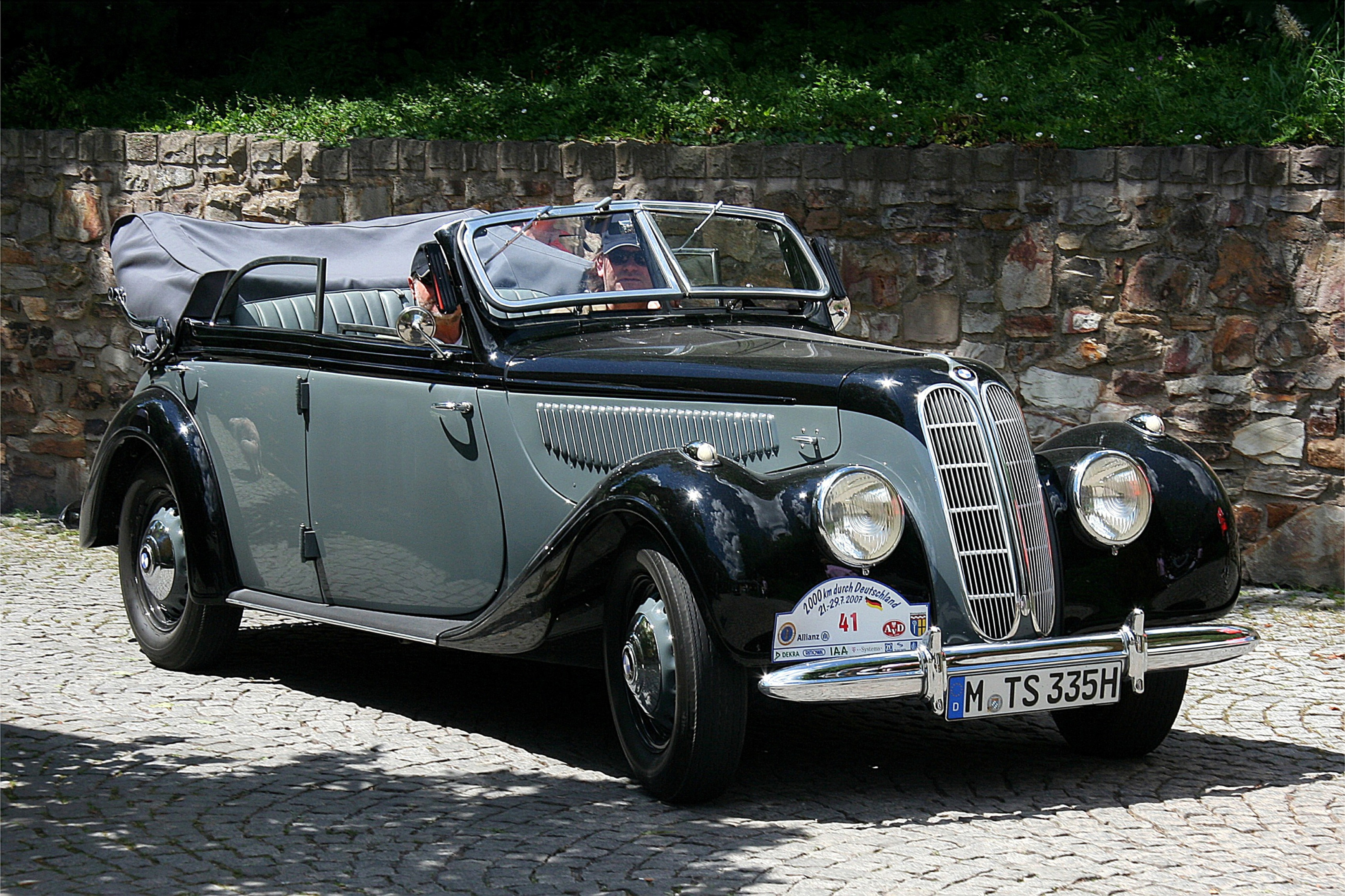
BMW 335 zweitüriges Cabriolet

Der BMW 335 ist ein Auto, das BMW in den Jahren 1939 bis 1943 baute, und der größte und leistungsstärkste Wagen, der von BMW in der Vorkriegszeit angeboten wurde.

## Geschichte

### Entwicklung

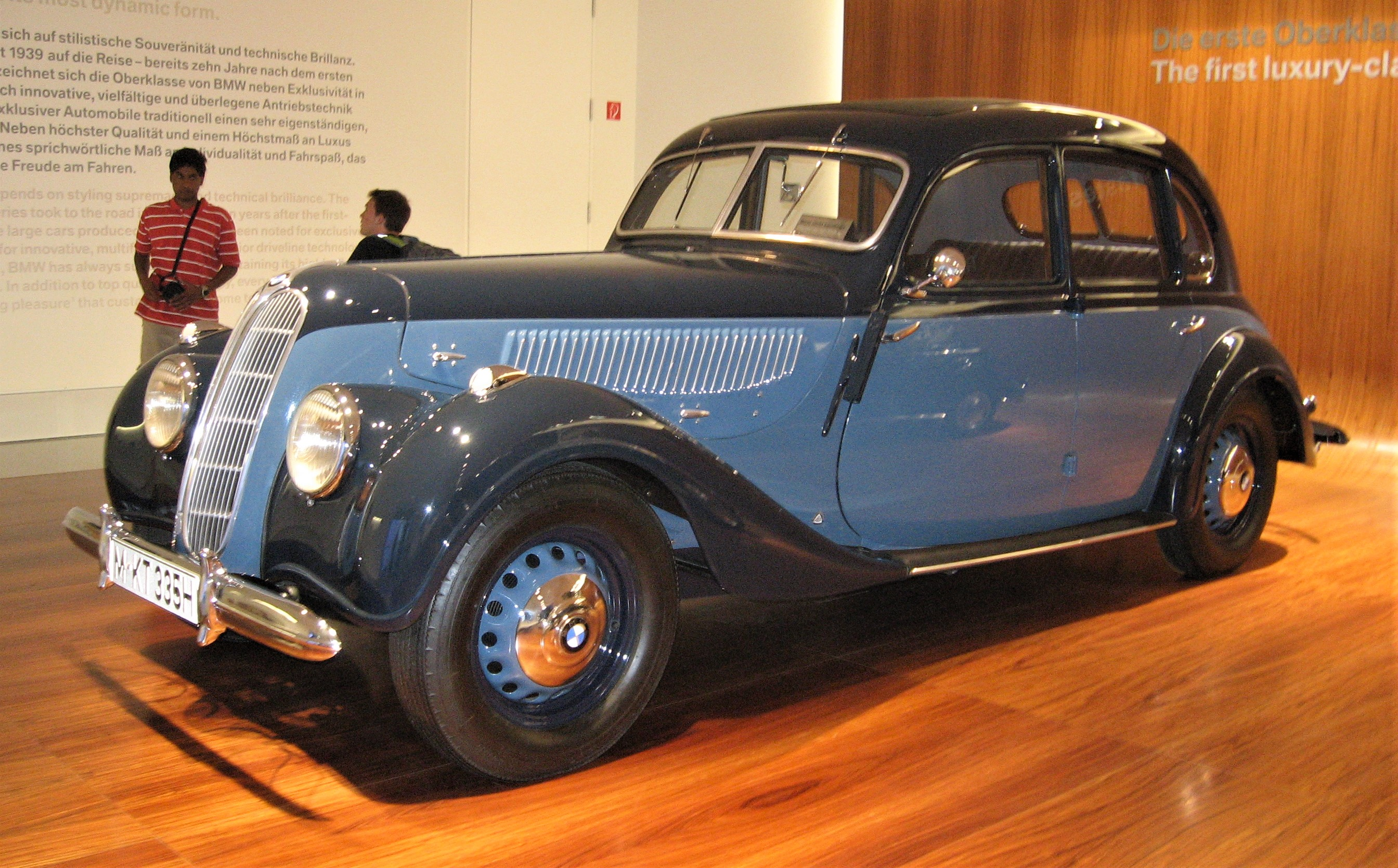
BMW 335 viertürige Limousine

Der Erfolg des 1936 eingeführten BMW 326 ermunterte den Hersteller, ein größeres Modell mit ähnlichem Charakter zu produzieren.
In der Entwicklung befand sich Ende der 1930er-Jahre der gegenüber dem 326 und 335 größere BMW 337; er hätte ein verstärktes, um 136 Millimeter verlängertes Chassis und das Fahrwerk des 335 sowie dessen Motor erhalten sollen. Mit einer modern gestalteten Pullman-Karosserie wäre es BMWs Einstieg in die Luxusklasse geworden; durch den Zweiten Weltkrieg kam es jedoch nicht mehr zur Serienfertigung des 337.

### Vermarktung
Der Preis betrug im ersten Produktionsjahr 1939 7850 RM für die Limousine, das zweitürige Cabriolet kostete 9050 RM – der BMW 326 kostete zum Vergleich nur 5500 RM.
Wenige Monate nach Produktionsbeginn begann der Zweite Weltkrieg, was eine weitere Verbreitung des Wagens verhinderte. Er wurde noch bis 1943 weitergebaut. Insgesamt wurden nur 415 Wagen dieses Modells hergestellt, sodass der 335 heute zu den Raritäten gehört.
| Produktionszahlen | Jahr | 1936 | 1937 | 1938 | 1939 | 1940 | 1941 | 1942 | 1943                                                        | Summe |
| ----------------- | ---- | ---- | ---- | ---- | ---- | ---- | ---- | ---- | ----------------------------------------------------------- | ----- |
| BMW 335           |      | 1    | 0    | 3    | 301  | 85   | 20   | 5    | In den Jahren 1942 und 1943 wurden 5 Stück insgesamt gebaut | 415   |

## Technik
Der BMW 335 war keine gänzlich neue Konstruktion, sondern basierte in weiten Teilen auf dem BMW 326. Allerdings wurden Radstand und Vorderwagen für die Aufnahme des größeren Motors verlängert und die gesamte Mechanik an die höheren Leistungen des BMW 335 angepasst.

### Motor
Der Sechszylinder-Reihenmotor mit einem Hubraum von 3485 cm³ war langhubig (Bohrung 82 mm, Hub 110 mm) ausgelegt und hatte eine vierfach gelagerte Kurbelwelle. Ein Stirnradgetriebe mit geräuscharmem (schrägverzahntem) Novotex-Zahnrad trieb die Nockenwelle an. Diese betätigte über Stoßstangen und Kipphebel die oben hängenden Ventile. Mit einer Leistung von 90 PS (66 kW) bei 3500/min war der Wagen bis zu 145 km/h schnell, was für die Maßstäbe seiner Zeit überdurchschnittlich war. Der Steigstrom-Registervergaser, ein Solex-Doppelvergaser des Typs MMOVS, hatte eine selbsttätige Startvorrichtung, die über einen Knopf im Armaturenbrett aktiviert wurde. Etwa alle 50 km musste der Fußhebel der Zentralschmierung betätigt werden, um das Fahrgestell mit Öl zu versorgen. Über eine Einscheibentrockenkupplung und ein vollsynchronisiertes Vierganggetriebe wurden die Hinterräder angetrieben. Die vier Trommelbremsen (ø 280 mm) wurden hydraulisch betätigt.
Ein 65 Liter fassender Kraftstofftank ermöglichte bei einer Dauergeschwindigkeit von 97 km/h und einem Normverbrauch von 13,8 Litern/100 km eine Reichweite von mehr als 450 Kilometern.
Während der Zweiliter-Sechszylinder des 326 nach dem Krieg sowohl im ostdeutschen EMW 340 als auch im westdeutschen BMW 501 weiterverwendet wurde, wurde der Motor des 335 nicht wieder aufgelegt. BMW entschied sich, den neuen 502 im Jahr 1954 mit einem neu konstruierten Achtzylinder-V-Motor auszustatten.

### Fahrwerk und Karosserie
Der Kastenrahmen war mit dem Aufbauboden verschweißt. Es gab drei Karosserieformen: die viertürige Limousine sowie zweitürige und viertürige Cabriolets.